# GS Apollon Smyrnis
El Gymnasticos Syllogos Apollon Smyrnis (grec: Γυμναστικός Σύλλογος Απόλλων Σμύρνης) és un club esportiu grec de la ciutat d'Atenes.

## Història

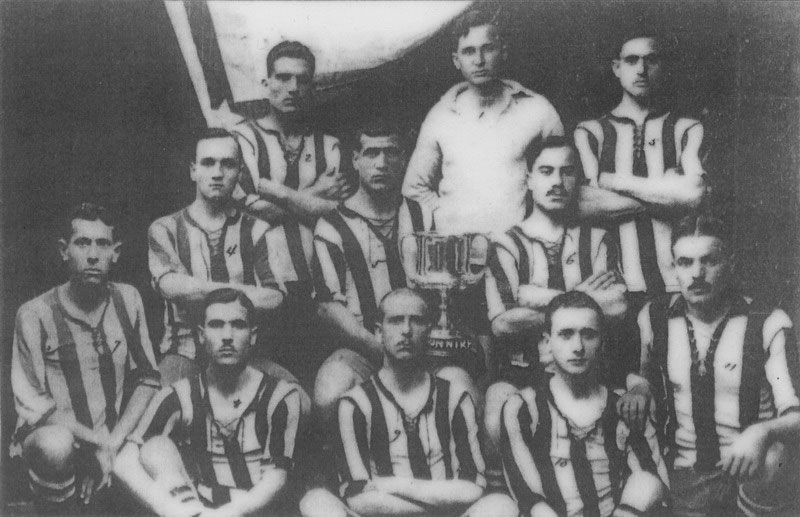
Apollon Smyrni el 1919

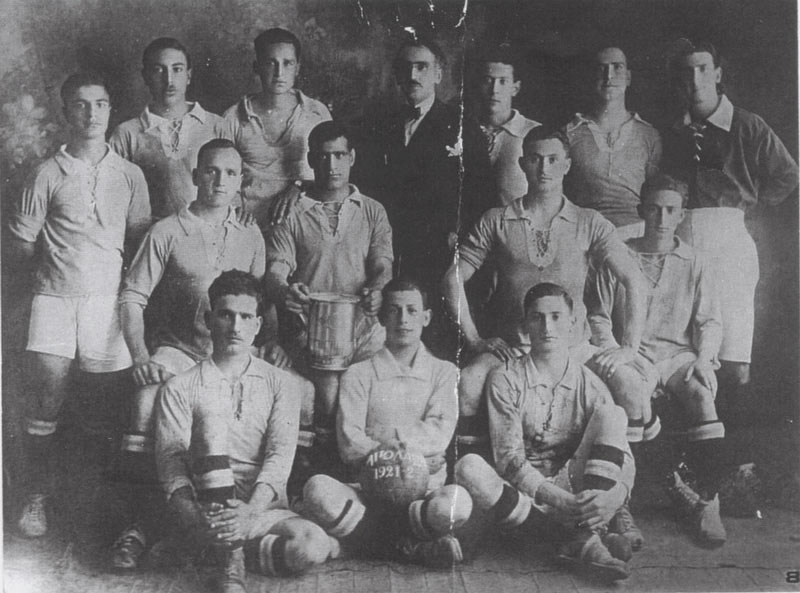
Apollon Smyrni el 1922

El club va ser fundat a la ciutat d'Esmirna l'any 1891, essent un dels clubs grecs més antics. L'any 1922, després de la guerra greco-turca (1919-1922) i l'expulsió dels grecs de la ciutat, el club es traslladà a Atenes.

## Palmarès
- Lliga d'Atenes:
  - 1924, 1938, 1948, 1958
- Segona divisió grega:
  - 1970, 1973, 1975, 2013, 2017
- Tercera divisió grega:
  - 2012
- Quarta divisió grega:
  - 2010

## Evolució de l'uniforme
| 1923-24 | 1937-38 | 2014-15 |

## Futbolistes destacats

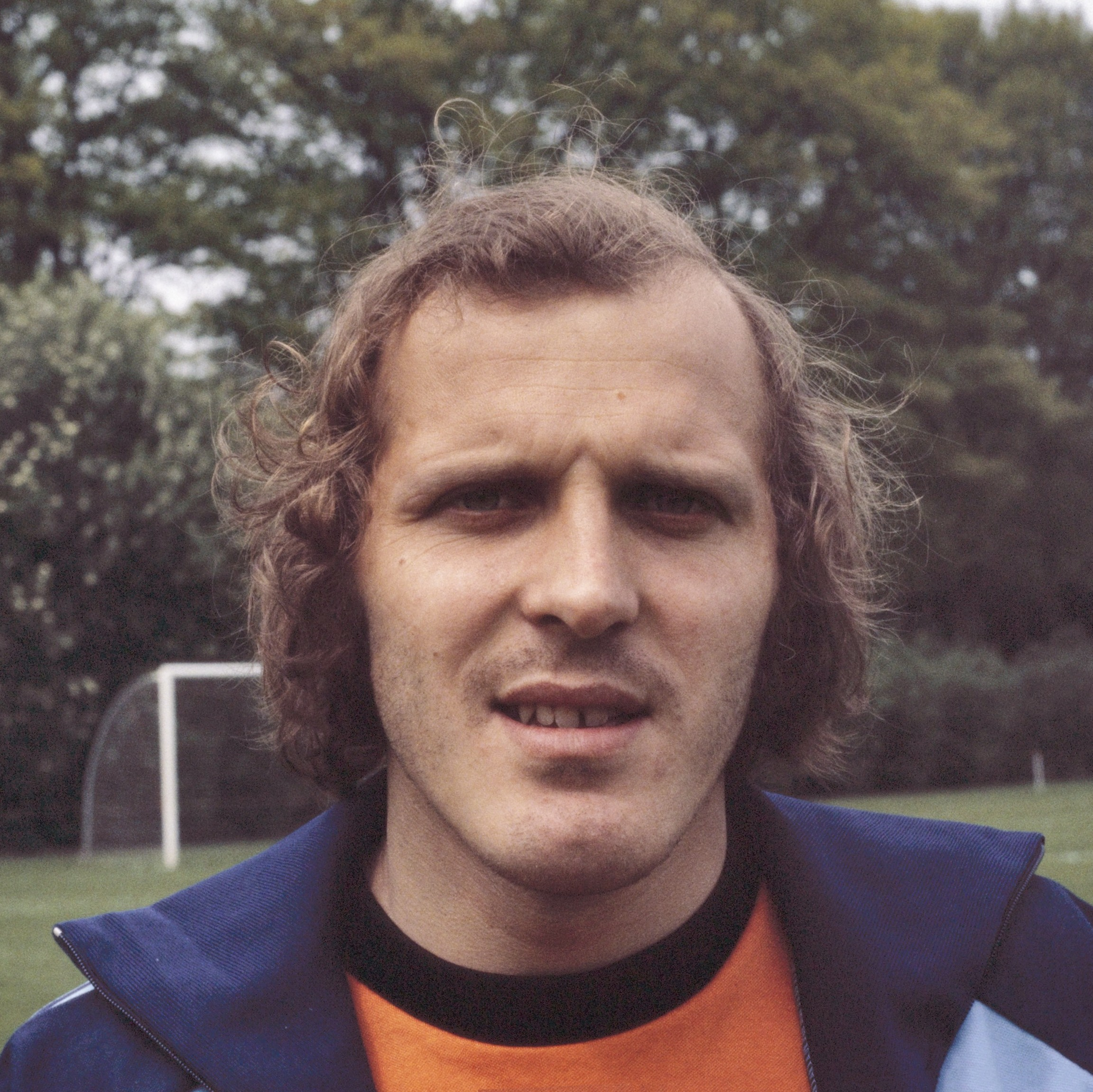
René van de Kerkhof
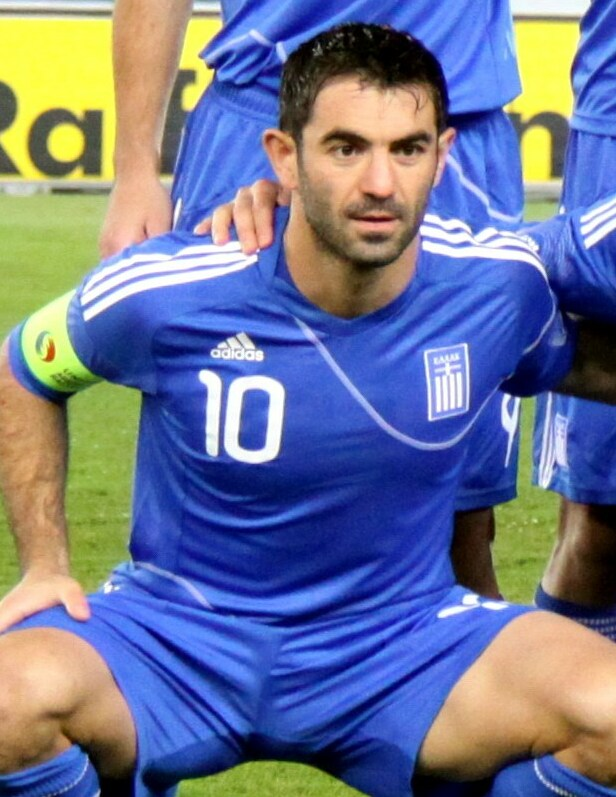
Giorgos Karagounis
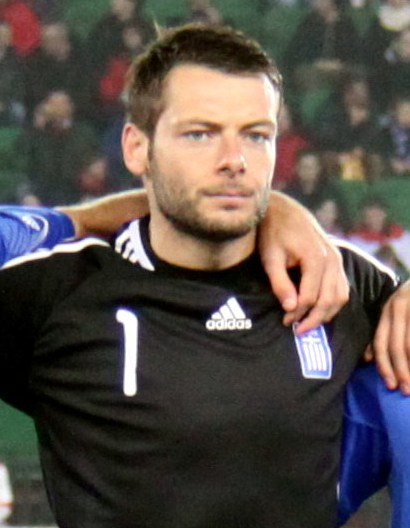
Alexandros Tzorvas